# Мальковский, Владимир Сергеевич
Владимир Сергеевич Мальковский (13 марта 1951, Иваново — 5 февраля 2003, Нарва) — советский и эстонский государственный деятель.

## Биография
Родился 13 марта 1951 года в городе Иваново.
В 1978 году окончил Московский энергетический институт, в 1989 году — ленинградскую Высшую партийную школу.
С 1968 года работал электромонтером Ивановского комбината искусственной подошвы. В 1969—1971 годах служил в Советской армии. Член КПСС с 1976 года. С этого же года был секретарем комитета комсомола Казанского филиала МЭИ, затем — инструктором Татарского обкома комсомола.
С 1978 года — секретарь комитета комсомола, заместитель директора СПТУ, мастер предприятия «Эстонэнергоремонт» в городе Нарве. С 1980 года инструктор, заведующий отделом, с 1985 года — второй, с 1987 года — первый секретарь Нарвского горкома Компартии Эстонии.
Депутат Верховного Совета Эстонской ССР с 1990 по 1992 годы, был членом бюджетно-экономической комиссии. 2 февраля 1990 года Мальковский был избран заместителем председателя Комитета защиты Советской власти и прав граждан в Эстонии. Входил в Межрегиональный совет народных депутатов и трудящихся Эстонской ССР. С апреля 1990 года — секретарь ЦК Компартии Эстонии (на платформе КПСС). Член ЦК КПСС с июля 1990 года. В декабре 1990 года был избран вторым секретарем ЦК КПЭ(КПСС).
После распада СССР стал предпринимателем, работал в Нарвском универмаге.
Умер 5 февраля 2003 года в Нарве. 7 февраля был похоронен на городском кладбище Riigiküla.
В его память в Нарве проводится волейбольный турнир.